# Лор (Талеш)
Лор (перс. لر) — село в Ірані, у дегестані Кухестані-є-Талеш, у Центральному бахші, шагрестані Талеш остану Ґілян. За даними перепису 2006 року, його населення становило 97 осіб, що проживали у складі 22 сімей.

## Клімат
Середня річна температура становить 12,95 °C, середня максимальна – 27,07 °C, а середня мінімальна – -1,16 °C. Середня річна кількість опадів – 624 мм.
| Клімат поселення                              | Клімат поселення | Клімат поселення | Клімат поселення | Клімат поселення | Клімат поселення | Клімат поселення | Клімат поселення | Клімат поселення | Клімат поселення | Клімат поселення | Клімат поселення | Клімат поселення | Клімат поселення |
| Показник                                      | Січ.             | Лют.             | Бер.             | Квіт.            | Трав.            | Черв.            | Лип.             | Серп.            | Вер.             | Жовт.            | Лист.            | Груд.            |                  |
| Середній максимум, °C                         | 10,69            | 9,91             | 11,66            | 16,00            | 20,12            | 25,02            | 27,07            | 26,76            | 22,10            | 19,09            | 14,50            | 11,11            |                  |
| Середня температура, °C                       | 5,16             | 4,38             | 6,14             | 10,46            | 14,57            | 19,48            | 22,83            | 22,52            | 17,87            | 14,85            | 10,26            | 6,87             |                  |
| Середній мінімум, °C                          | −0,38            | −1,16            | 0,61             | 4,93             | 9,05             | 13,97            | 18,58            | 18,27            | 13,62            | 10,60            | 6,01             | 2,63             |                  |
| Норма опадів, мм                              | 52               | 48               | 62               | 57               | 45               | 26               | 12               | 26               | 60               | 95               | 70               | 71               |                  |
| Середньомісячна швидкість вітру, м/с          | 2.20             | 2.40             | 2.45             | 2.48             | 2.23             | 2.26             | 2.58             | 2.38             | 1.99             | 2.02             | 2.05             | 1.99             |                  |
| Середньомісячна сонячна радіація, кДж/м²·день | 6926             | 9334             | 11477            | 15887            | 19820            | 22502            | 23591            | 20006            | 16321            | 11146            | 8458             | 6501             |                  |
| --------------------------------------------- | ---------------- | ---------------- | ---------------- | ---------------- | ---------------- | ---------------- | ---------------- | ---------------- | ---------------- | ---------------- | ---------------- | ---------------- | ---------------- |
| Джерело:                                      |                  |                  |                  |                  |                  |                  |                  |                  |                  |                  |                  |                  |                  |